# Яцыныч, Лидия Алексеевна
Лидия Алексеевна Яцыныч (род. 20 апреля 1950 года, урожд. Черных; род. Тимский район, Курская область) — советская и российская певица (сопрано), педагог, народная артистка России (1994).

## Биография
Лидия Алексеевна Яцыныч (урождённая Черных) родилась в Тимском районе Курской области. В 1977 году окончила Московскую консерваторию по классу классического вокала (педагог Д. Я. Пантофель-Нечецкая).
В 1976 году, будучи студенткой 4-го курса Консерватории, была принята стажёром в труппу Московского музыкального театра имени К. С. Станиславского и Вл. И. Немировича-Данченко. С конца 1970-х годов пела ведущие партии в большинстве спектаклей театра, спела более 30 ведущих партий. Гастролировала в Германии, Франции, Италии, Бельгии, Югославии, Японии, США. 
Среди её записей на радио и грамзаписи: арии из оперетт Ф. Легара, И. Кальмана, романсы П. И. Чайковского, записи опер «Евгений Онегин», «Пиковая дама», «Снегурочка», «Ромео и Джульетта» П. И. Чайковского с Большим симфоническим оркестром им. П. И. Чайковского под управлением В. И. Федосеева; «Сорочинская ярмарка» М. П. Мусоргского, «Укрощение строптивой» В. Я. Шебалина, «Реквием» О. А. Козловского, арии из опер и романсы с оркестром радио и телевидения под управлением Ю. Силантьева, дирижёр В. М. Есипов.
Участвовала в правительственных концертах. Записана пластинка романсов Н. А.Римского-Корсакова, компакт-диск романсов Н. Метнера. Занимается концертной деятельностью, исполняет оперные арии из произведений Чайковского, Рахманинова, Верди, Беллини, Пуччини, русские старинные романсы и песни, опера Бортнянского «Сын-соперник».
С 1988 года преподаёт сольное пение в Академическом музыкальном училище при Московской консерватории, доцент. 
С 1996 года преподаёт сольное пение на кафедре вокального ансамбля и сольного пения Московского государственного университета культуры.
Преподаёт вокал в Центре оперного пения Галины Вишневской, профессор.

## Награды и премии
- Заслуженная артистка РСФСР (28 апреля 1986)[1].
- Народный артист Российской Федерации (6 июля 1994) — за большие заслуги в области музыкального искусства[2].
- Медаль ордена «За заслуги перед Отечеством» II степени (17 мая 2006)[3] [4].

## Партии  в операх
- «Евгений Онегин» П. И. Чайковского — Татьяна
- «Иоланта» П. И. Чайковского — Иоланта
- «Богема» Дж. Пуччини — Мими, Мюзетта
- «Безродный зять» («Фрол Скобеев») Т. Н. Хренникова — Анна
- «Мнимая садовница» В. А. Моцарта — Виоланта
- «Битва при Леньяно» Дж. Верди — Лида
- «Черевички» П. И. Чайковского — Оксана
- «Руслан и Людмила» М. И. Глинки — Горислава
- «Отелло» Дж. Верди — Дездемона